# 이종찬 (1957년)
이종찬(李宗燦, 1957년 ~ )은 대한민국의 의사, 대학 교수이다. 아주대학교 의과대학 인문사회의학교실 교수로 재직중이며 열대학연구소장을 맡고 있다.

## 개요
서울대학교에서 치의학을 공부했으며, 미국 존스 홉킨스 대학에서 의사학 및 보건정책 박사학위를 받았다. 하버드대학 과학사학과와 옌칭연구소, 영국 웰컴의학사연구소와 니덤연구소, 일본 준텐도대학에서 연구했다.
유럽과 일본을 여행하면서 ‘열대’가 서구 문명을 이해하는 중요한 열쇠라는 점을 깨달았으며 동료 교수들과 함께 한국 최초로 열대학연구소를 설립하였다.

## 저서
- 열대의 서구, 朝鮮의 열대 | 이종찬 (지은이) | 서강대학교출판부 | 2016년 11월
- 『난학의 세계사』(알마, 2014)
- 『파리식물원에서 데지마박물관까지』(해나무, 2009)
- 『열대와 서구: 에덴에서 제국으로』(새물결, 2009)
- 『의학의 세계사』(몸과마음, 2009)
- 『동아시아 의학의 전통과 근대』(문학과지성사, 2004)
- 의사 대란 이후 무엇을 할 것인가 | 이종찬 (지은이) | 몸과마음 | 2001년 2월
- 한국 의료 대논쟁 | 이종찬 (엮은이) | 소나무 | 2000년 4월
- 『한국에서 醫를 논한다』| 이종찬 (지은이) | 소나무 | 2000년 3월
- 『서양의학의 두 얼굴』

번역서
- 『미국의료의 사회사』(폴 스타 지음, 2012)
- 보건과 문명 | 조지 로젠 (지은이), 이종찬, 김관욱 (옮긴이) | 몸과마음 | 2009년 3월
- 『醫哲學의 개념과 이해』(헨릭 월프 외 지음, 2007)
- 질병은 문명을 만든다 | 헨리 지거리스트 (지은이), 이희원 (옮긴이), 이종찬 (감수) | 몸과마음 | 2005년 5월
- 담배와 문명 | 이언 게이틀리 (지은이), 이종찬, 정성묵 (옮긴이) | 몸과마음 | 2003년 1월
- 현대 의학의 위기 | 멜빈 코너 (지은이), 남동기, 이종찬, 소의영, 문혜원, 박명철 (옮긴이) | 사이언스북스 | 2001년 3월
- 의사가 되기까지 | 멜빈 코너 (지은이), 이종찬 (옮긴이) | 명경 | 1996년 8월